# Nonyma strandiella
Nonyma strandiella är en skalbaggsart som först beskrevs av Stefan von Breuning 1940.  Nonyma strandiella ingår i släktet Nonyma och familjen långhorningar.
Artens utbredningsområde är Benin. Inga underarter finns listade i Catalogue of Life.